# Severinia turcomaniae turcomaniae
Severinia turcomaniae turcomaniae es una subespecie de mantis de la familia Mantidae.

## Distribución geográfica
Se encuentra en Mongolia y Turquestán.